# 존 로드롭 모틀리
존 로스로프 모틀리(John Lothrop Motley, 1814년 4월 15일 ~ 1877년 5월 29일)는 미국의 작가이자 외교관이다. 인기 있는 역사가로서 그는 네덜란드에 대한 저술, 3권짜리 "네덜란드 공화국의 부흥"과 4권짜리 "통일 네덜란드사"로 가장 잘 알려져 있다. 에이브러햄 링컨 행정부 시절 오스트리아 주재 미국 공사로 재직하면서 모틀리는 남북 전쟁에서 남부 연합군 편에 유럽이 개입하는 것을 막는 데 기여했다. 그는 나중에 율리시스 S. 그랜트 행정부 시절 영국 주재 공사(세인트 제임스 궁정)로 근무했다.

## 전기
존 로스로프 모틀리는 1814년 4월 15일 매사추세츠주 도체스터에서 태어났다. 그의 할아버지 토머스 모틀리는 포틀랜드 (메인주)에서 감옥 관리자(공직)이자 여관 주인이었으며, 프리메이슨이었고 프랑스 혁명에 급진적인 동조자였다. 그의 아버지 토머스와 삼촌 에드워드는 포틀랜드에서 상업 견습생으로 일했다.
1802년 토머스 모틀리는 보스턴으로 이주하여 인도 부두에 위탁 판매 회사를 설립하고 동생 에드워드를 점원으로 데려갔다. "토머스와 에드워드 모틀리"는 보스턴의 주요 위탁 판매 회사 중 하나가 되었다. 토머스는 옛날부터 명망 있는 매사추세츠주 성직자 가문의 딸인 존 래스로프 목사의 딸 안나 래스로프와 결혼했다. 이 시기 다른 성공한 보스턴 상인들처럼 토머스 모틀리는 재산의 상당 부분을 시민 활동과 자녀 교육에 바쳤다. 그의 둘째 아들 J.L. 모틀리의 뛰어난 성과는 아버지와 어머니 모두 그 아이의 지적 발달에 기울인 관심의 증거이다. 어머니는 학문적 지식과 모틀리의 어린 시절 친구 웬델 필립스가 "여왕 같은 아름다움"이라고 불렀던 것으로 모두 유명했다. 모틀리는 라운드 힐 스쿨과 보스턴 라틴 스쿨에 다녔다. 그는 13세에 하버드에 입학했고 1831년 하버드를 졸업했다.
그의 어린 시절은 매사추세츠주 데덤에서 현재의 노블 앤 그리노 스쿨 부지 근처, 에드워드 L. 페니맨에게서 구입한 땅에서 보냈다. 그의 교육에는 독일어와 문학 훈련이 포함되어 있었으며, 1832년부터 1833년까지 독일로 가서 괴팅겐에서 이 학업을 마쳤고, 이 기간 동안 오토 폰 비스마르크와 평생 친구가 되었다. 모틀리와 비스마르크는 프리드리히 빌헬름 대학교에서 함께 민법을 공부했다. 비스마르크는 모틀리에 대한 초기 인상을 다음과 같이 회상했다. "그는 재치와 유머, 독창성으로 빛나는 대화로 특별한 매력을 발휘했다... 그의 잘생기고 섬세한 외모에서 가장 두드러진 특징은 유난히 크고 아름다운 눈이었다." 유럽 여행을 마친 모틀리는 1834년 보스턴으로 돌아와 법률 공부를 계속했다.
1837년 그는 메리 벤자민(1874년 사망)과 결혼했다. 그녀는 부유한 보스턴 가문 출신이었으며, 그녀의 오빠는 파크 벤자민 시니어였다. 1839년 그는 자신의 경험을 바탕으로 독일 대학 생활을 다룬 "모턴의 희망, 또는 지방인의 회고록"이라는 제목의 소설을 익명으로 출판했다. 이 소설은 평이 좋지 않았지만, 나중에 "오토 폰 라벤마크"로 살짝 변장한 젊은 학생 시절의 비스마르크에 대한 귀중한 묘사를 담고 있다는 점에서 재조명받았다. 그의 친척 및 후손으로는 예술가 조지아 오키프, 자선가 라리사 로스롭, 천문학자 사이먼 뉴컴, 그리고 스탠퍼드 대학교 설립자이자 산업가인 릴런드 스탠퍼드가 있다.
1841년 모틀리는 러시아 제국 상트페테르부르크의 공사관 비서로 미국 외교관 생활을 시작했지만, 혹독한 기후와 생활비, 그리고 그의 내성적인 성격 때문에 3개월 만에 사임했다. 보스턴으로 돌아온 그는 곧 문학 경력을 확정했다. "대제 피터의 삶과 성격"(1845)과 "청교도인의 정치"에 대한 주목할 만한 에세이와 같은 다양한 역사 및 비평 에세이를 북미 리뷰에 기고하는 것 외에도, 1849년에 다시 익명으로 "메리 마운트, 매사추세츠 식민지의 로맨스"라는 제목의 두 번째 소설을 출판했는데, 이 소설은 토머스 모턴이 메리마운트를 설립한 역사에 다시 기반을 두고 있었다. 그는 1856년에 미국 골동품 학회 회원으로 선출되었고 1861년에는 미국철학학회 회원으로 선출되었다.

## 네덜란드 역사

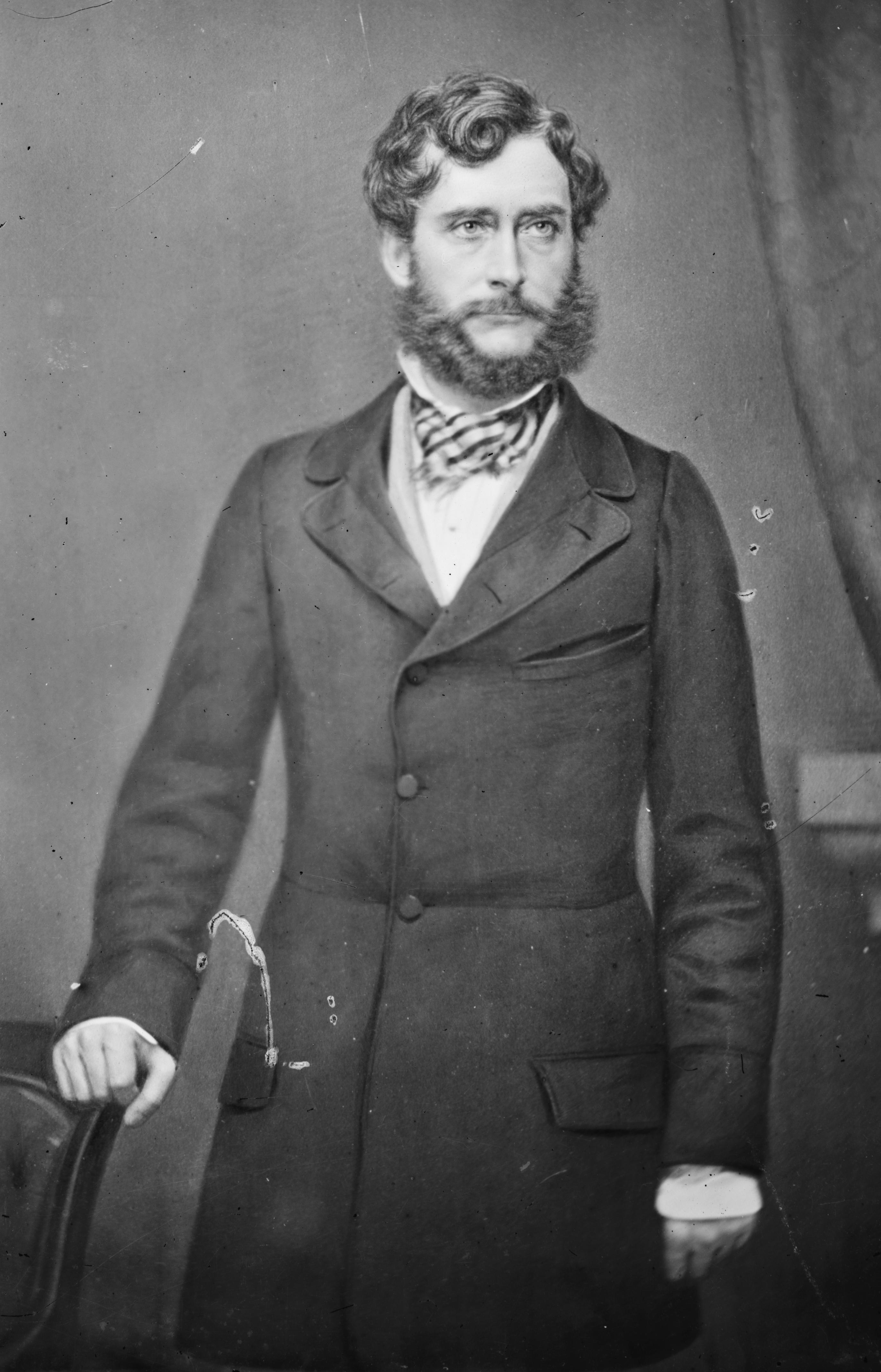
모틀리, 1855년–1865년경

1846년 모틀리는 네덜란드 역사, 특히 연합주 시대에 대한 역사를 계획하기 시작했으며, 이 주제에 대해 이미 많은 작업을 하고 있었는데, 미국에서 자신이 구할 수 있는 자료가 불충분하다는 것을 깨닫고 1851년 아내와 자녀들과 함께 유럽으로 떠났다. 다음 5년 동안 드레스덴, 브뤼셀, 헤이그에서 기록 보관소를 조사했으며, 그 결과 1856년 "네덜란드 공화국의 부흥"이 출판되어 매우 인기를 얻었다. 이 책은 빠르게 여러 판을 거쳤으며 네덜란드어, 프랑스어, 독일어, 러시아어로 번역되었다. 1860년 모틀리는 이 책의 속편인 "통일 네덜란드"의 첫 두 권을 출판했다. 이 작업은 더 큰 규모였고 훨씬 더 많은 양의 원본 연구 결과를 담고 있었다. 이 책은 1867년에 출판된 두 권의 추가 볼륨으로 1609년 휴전까지 다루고 있다.

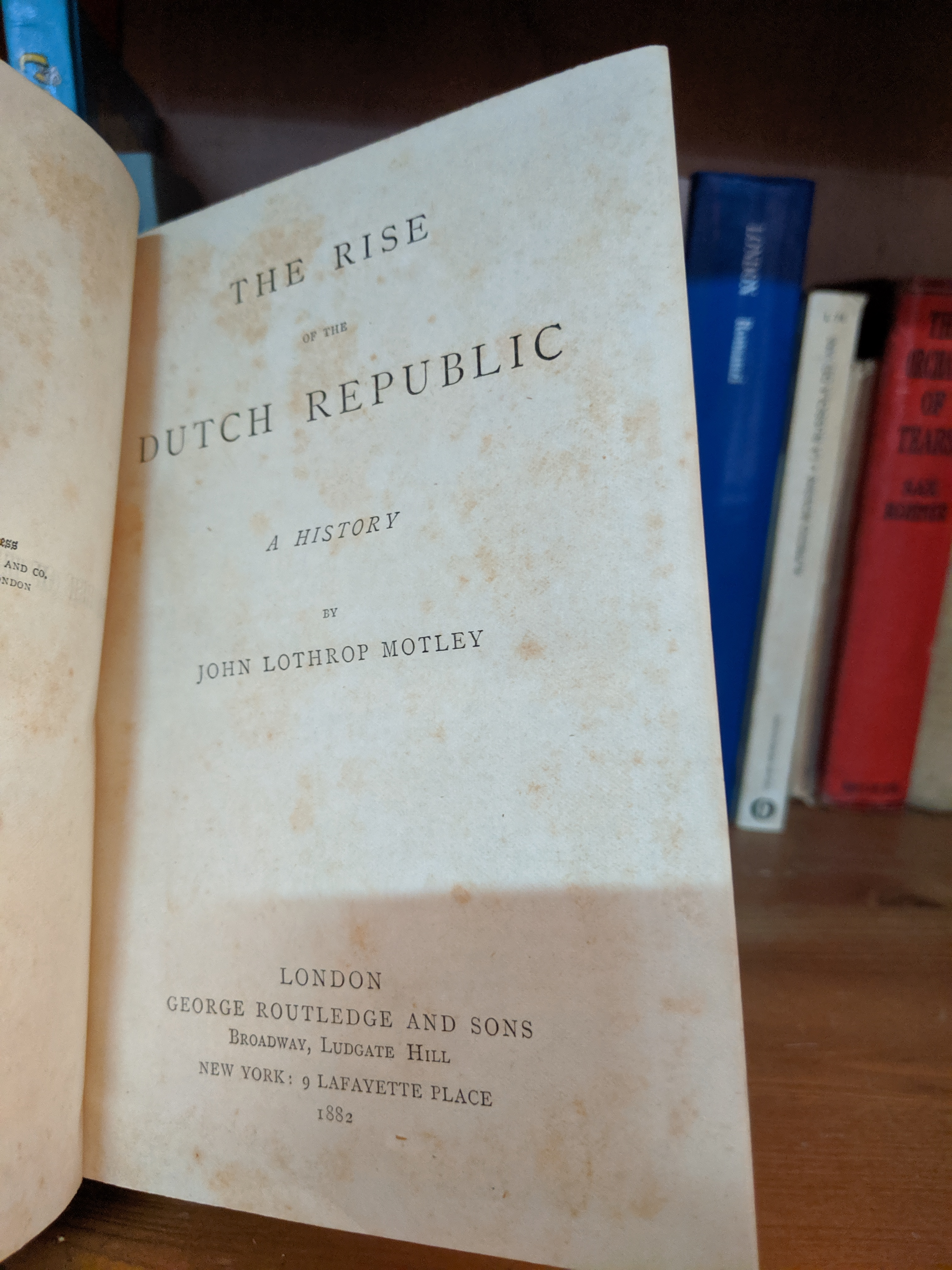
존 로스로프 모틀리의 『네덜란드 공화국의 부흥』

### 영국과 미국에서의 평가
이 책들은 영국과 미국 모두에서 대중적이고 비평적인 성공을 거두었으며, 수십 년 동안 여러 판이 수만 부 판매되었다. 이 책은 학교에서 우수 학생들에게 수여하는 인기 있는 상이었다. 오웬 에드워드는 모틀리에 대해 "그는 혼자서 광범위하게 네덜란드에 대한 인식을 만들어냈다"고 말한다.
미국 비평가들은 이 책에 대해 엇갈린 평가를 내렸다. 당대에는 매우 인기가 있었지만, 현대 학자들은 다음과 같이 주장한다.
모틀리의 과도한 극화와 교훈주의는 프레스콧이나 파크먼보다 덜 집중적인 연구와 결합되어 그의 작품의 지속력을 떨어뜨렸다. 학자들은 네덜란드 공화국의 이야기를 크게 다시 썼다. 순전히 즐거움을 위해 모틀리의 작품을 처음부터 끝까지 읽을 현대인은 거의 없을 것이다. 심지어 그의 "네덜란드 공화국의 부흥"조차도 말이다. 그러나 그의 글에 나오는 특정 인물 묘사와 사건들, 특히 오라녜 공 빌럼과 필립 2세의 초상화, 그리고 레이덴 공방전, 카를 5세의 퇴위, 빌럼 암살에 대한 묘사는 언어의 섬광, 고양감, 둔탁함을 고려할 때 미국 문학에서 탁월한 수준이다.

### 네덜란드에서의 평가
모틀리의 작품에 대한 네덜란드 자체의 평가는 전적으로 호의적이지 않았다. 특히 모틀리가 네덜란드의 독립 투쟁을 아첨하는 시각으로 묘사했기 때문에 일부에서는 그가 반대편에 대해 편향적이라고 주장했다. 정통 개신교 역사가인 디용 흐룬 판 프린스터러르(모틀리가 자신의 작품에서 광범위하게 인용했던 인물)와 같은 역사가들은 그를 매우 호의적으로 보았지만, 저명한 자유주의 네덜란드 역사가 로버트 프루인(모틀리에게서 영감을 받아 자신의 가장 좋은 작품들을 쓰게 되었고, 이미 1856년 웨스트민스터 리뷰에서 모틀리의 네덜란드 공화국 부흥 판을 보고했던 인물)은 모틀리가 좋은 이야기를 위해 "사실"을 지어내는 경향을 비판했다. 그는 모틀리의 작가적 재능을 존경했고, 작품 전체를 높이 평가한다고 말했지만, 여전히 "추가와 수정"이 필요하다고 강조했다.
인문주의 역사가 요하네스 판 플로텐은 매우 비판적이었고, 1860년 프루인에게 다음과 같이 답했다. "나는 당신의 너무나 호의적인 판단에 동의하지 않습니다... 우리는 모틀리의 기초 위에 세울 수 없습니다. 왜냐하면, 그가 흐룬의 기록과 가샤르의 서신에서 베껴 온 극히 일부를 제외하고는, 그의 견해가 대체로 너무나 시대에 뒤떨어져 있기 때문입니다." 반 플로텐은 모틀리가 네덜란드 역사를 영어권 독자들에게 알리려는 노력을 높이 평가하면서도, 모틀리가 네덜란드어에 대한 지식이 부족하여 네덜란드 역사학자들의 최신 통찰을 공유하지 못했으며, 개신교에 유리하고 가톨릭에 불리한 편향에 취약했다고 주장한다.

## 남북 전쟁
1861년, 남북 전쟁 발발 직후 모틀리는 연방의 입장을 옹호하는 두 통의 편지를 타임스에 썼고, 이 편지들은 나중에 "미국 남북 전쟁의 원인"이라는 제목의 팸플릿으로 재인쇄되었는데, 링컨 대통령에게 호의적인 인상을 주었다. 이 시점에 1861년 영국 인구조사에 따르면 그는 런던 하노버 스퀘어 세인트 조지 교구의 31 허트퍼드 스트리트에 아내와 두 딸과 함께 살고 있었으며 자신을 '작가 - 역사'로 기술하고 있었다.
이 에세이 덕분에 모틀리는 1861년 오스트리아 제국 주재 미국 공사로 임명되었는데, 그는 이 직책을 훌륭하게 수행하며 존 비글로와 찰스 프랜시스 애덤스와 같은 다른 미국 외교관들과 협력하여 남북 전쟁에서 남부 연합 편에 유럽이 개입하는 것을 막는 데 기여했다. 그는 1867년에 이 직책을 사임했다. 2년 후, 그는 세인트 제임스 궁정에 공사로 파견되었지만, 1870년 11월 그랜트 대통령에 의해 소환되었다. 모틀리는 해밀턴 피시 국무장관이 앨라배마 클레임 해결을 위해 신중하게 작성한 명령을 완전히 무시하여 그랜트를 화나게 했다. 네덜란드를 잠시 방문한 후, 모틀리는 다시 영국으로 가서 살았고, 그곳에서 "요한 바르네벨트, 홀란트의 주창자의 삶과 죽음: 30년 전쟁의 주요 원인과 움직임에 대한 견해"가 1874년 두 권으로 출판되었다.
건강 악화로 인해 문학 활동에 지장이 생겼고, 그는 도체스터 (도싯주) 근처의 킹스턴 러셀 하우스에서 사망했다.

## 주요 작품
- 모턴의 희망, 또는 지방인의 회고록, 1839년
- 대제 피터의 삶과 성격 (북미 리뷰), 1845년
- 발자크의 소설에 대하여 (북미 리뷰), 1847년
- 메리 마운트, 매사추세츠 식민지의 로맨스, 1849년
- 청교도인의 정치 (북미 리뷰), 1849년
- 네덜란드 공화국의 부흥, 3권, 1856년
- 피렌체 모자이크 (애틀랜틱 먼슬리), 1857년
- 통일 네덜란드사, 4권, 1860–67년
- 미국 남북 전쟁의 원인 (타임스에서), 1861년
- 역사적 진보와 미국 민주주의, 1868년
- S. E. 헨쇼의 북서 위생 위원회 활동사 검토 (애틀랜틱 먼슬리), 1868년
- 민주주의, 정치적 진보의 절정과 진보된 인종의 운명: 역사 에세이, 1869년. (위의 "역사적 진보와 미국 민주주의"의 팸플릿 재판.)
- 요한 바르네벨트의 삶과 죽음: 홀란트의 주창자, 2권, 1874년

## 더 읽어보기
- Baarssen, G.H. Joost (2014). 《America's True Mother Country? Images of the Dutch in the Second Half of the Nineteenth Century》. London: LIT Verlag. ISBN 978-3-643-90492-8.
- Edwards, Owen Dudley. "John Lothrop Motley and the Netherlands." BMGN-Low Countries Historical Review 97.3 (1982): 561–588. online
- Guberman, Joseph. The Life of John Lothrop Motley (Springer, 2012).
- Haight, Gordon S. "The Publication of Motley's Rise of the Dutch Republic." The Yale University Library Gazette (1980): 135-140 online.
- Kaplan, Lawrence S. "The Brahmin as Diplomat in Nineteenth Century America: Everett Bancroft Motley Lowell." Civil War History 19.1 (1973): 5–28.
- Putnam, Ruth. "Prescott and Motley," Cambridge History of  American Literature (1918), 2:131-47,  501–03. online
- The Lowthorp Family History, (Gary A. Clements) online
- Sommers, William. "John Lothrop Motley: The Witty US Minister to Vienna" Foreign Vistas: Stories from a Life in the Foreign Service. (2017), p. 1+. online
- Steinberg, Jonathan. "The American connection: John Lothrop Motley, George Bancroft and Andrew Dickson White. Eminent Americans and Otto von Bismarck." Realpolitik für Europa (Verlag Ferdinand Schöningh, 2016) pp. 267–280.
- Steinberg, Jonathan (2011). 《Bismarck: A Life》. Oxford: Oxford University Press. ISBN 978-0-19-978252-9.
- Wheaton, Robert (1962). 《Motley and the Dutch Historians》. 《New England Quarterly》 35. 318–336쪽. doi:10.2307/363823. JSTOR 363823.

 본 문서에는 현재 퍼블릭 도메인에 속한 브리태니커 백과사전 제11판의 내용을 기초로 작성된 내용이 포함되어 있습니다.

### 1차 자료
- 네덜란드 공화국의 부흥, 3권, 1856년; 여러 판 online
- 통일 네덜란드사, 4권, 1860–67년; 여러 판 online
- Holmes Sr., Oliver Wendell (1879). 《존 로스로프 모틀리: 회고록》. 보스턴, 휴턴, 오스굿 앤 컴퍼니.
- Motley, John Lothrop (1939).  Higby, Chester Penn; Schantz, B.T., 편집. 《존 로스로프 모틀리: 대표 작품선집》. 2018년 11월 6일에 원본 문서에서 보존된 문서. 2017년 9월 1일에 확인함.
- Motley, John Lothrop. 존 로스로프 모틀리의 서신 (G.W. 커티스, 편. 3권. 하퍼 & 브라더스, 1889). 1권 온라인; 또한 2권 온라인; 및 3권 온라인